# Aureliachoerus
L'aureliachero (gen. Aureliachoerus) è un mammifero artiodattilo estinto, appartenente ai suidi. Visse nel Miocene inferiore - medio (circa 17 - 13 milioni di anni fa) e i suoi resti fossili sono stati ritrovati in Europa.

## Descrizione
Questo animale era di piccole dimensioni, e non doveva superare di molto i 60 chilogrammi di peso. La specie Aureliachoerus minus, in particolare, era davvero minuscola se rapportata ad altri suidi del periodo. In generale, Aureliachoerus era piuttosto simile a un piccolo cinghiale dalle forme snelle. La dentatura di Aureliachoerus era di tipo bunodonte / brachidonte, con molari a corona bassa; tuttavia, nella specie Aureliachoerus aurelianensis l'ultimo molare era di lunghezza maggiore e fornito di creste più complesse. Questo pattern si rivelerà decisivo nel corso dell'evoluzione dei suidi, ed è il primo esempio chiaro di un adattamento della masticazione di questa famiglia.

## Classificazione
Il genere Aureliachoerus venne istituito nel 1974 da Ginsburg, che operò una revisione delle faune di suiformi del giacimento di Quercy (Francia). In precedenza la specie tipo (Aureliachoerus aurelianensis) era stata attribuita da Stehlin (1899) al genere Palaeochoerus. Al genere Aureliachoerus appartiene anche A. minus, i cui resti fossili sono stati a volte rinvenuti negli stessi giacimenti della specie tipo.
Aureliachoerus è uno dei più antichi suidi noti, e fa parte di quella radiazione evolutiva di cui è membro anche il ben noto Hyotherium, considerata capostipite di un gran numero di linee evolutive di suidi, tra cui le forme attuali.